# Teatro Manoel

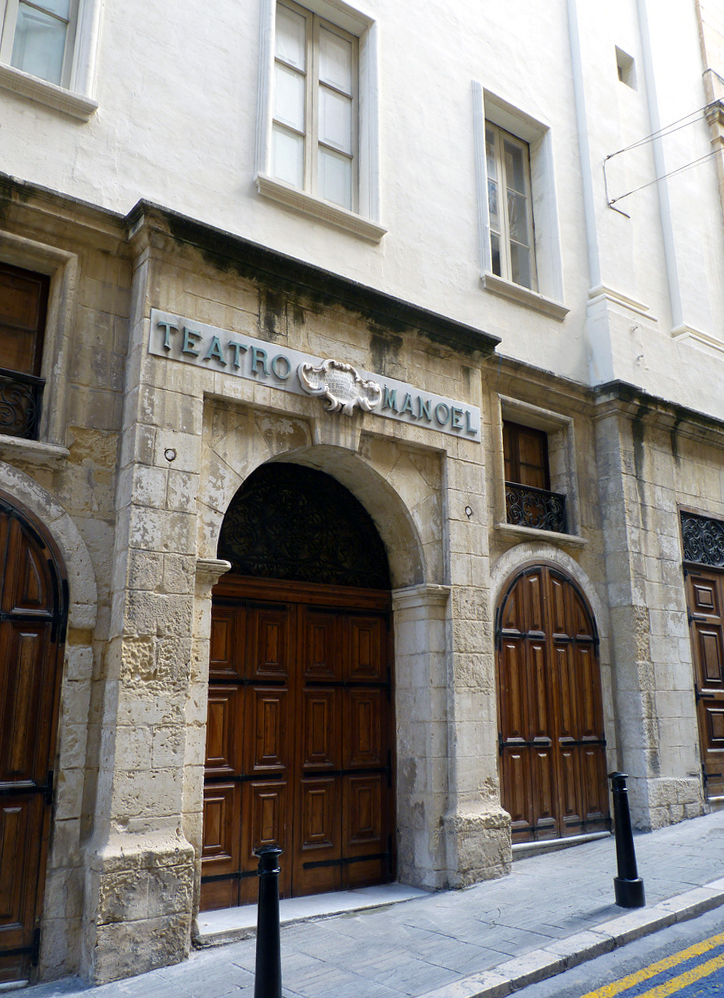
Fachada do Teatro Manoel, Valetta, 2014

Teatro Manoel em maltês:  It-Teatru Manoel ; em italiano:  Teatro Manoel) é um teatro e um importante local de artes cénicas em Malta. O teatro é muitas vezes referido como simplesmente "O Manoel", e herdou o nome do Grão-Mestre da Ordem dos Cavaleiros Hospitalários, o português António Manoel de Vilhena, que ordenou a construção em 1731. O teatro figura como o terceiro teatro em operação mais antigo da Europa (mais antigo que o San Carlo, em Nápoles), e o teatro mais antigo ainda em operação na Comunidade das Nações.
O teatro situa-se na Old Theatre Street (em maltês:Triq it-Teatru l-Antik) em La Valletta. Considera-se o teatro nacional do país e sede da Orquestra Filarmónica Nacional de Malta ( maltês : Orkestra Filarmonika Nazzjonali ). Originalmente Teatro Pubblico, o nome foi alterado para Teatro Reale, ou Theatre Royal em 1812, e renomeado para Manoel Theatre em 1866. A primeira peça a ser executada foi o Merope de Maffei.
O Manoel é um pequeno espaço com 623 assentos, com um auditório de forma oval, três categorias de camarotes construídos em madeira, decoradas a folhas de ouro e um teto azul-claro de trompe-l'oeil que assemelha uma cúpula redonda. O edifício é listado como grau 1, conforme observado pela Superintendência do Património Cultural de Malta, e também é agendado pela Autoridade de Planeamento e Meio Ambiente de Malta (MEPA).

## História

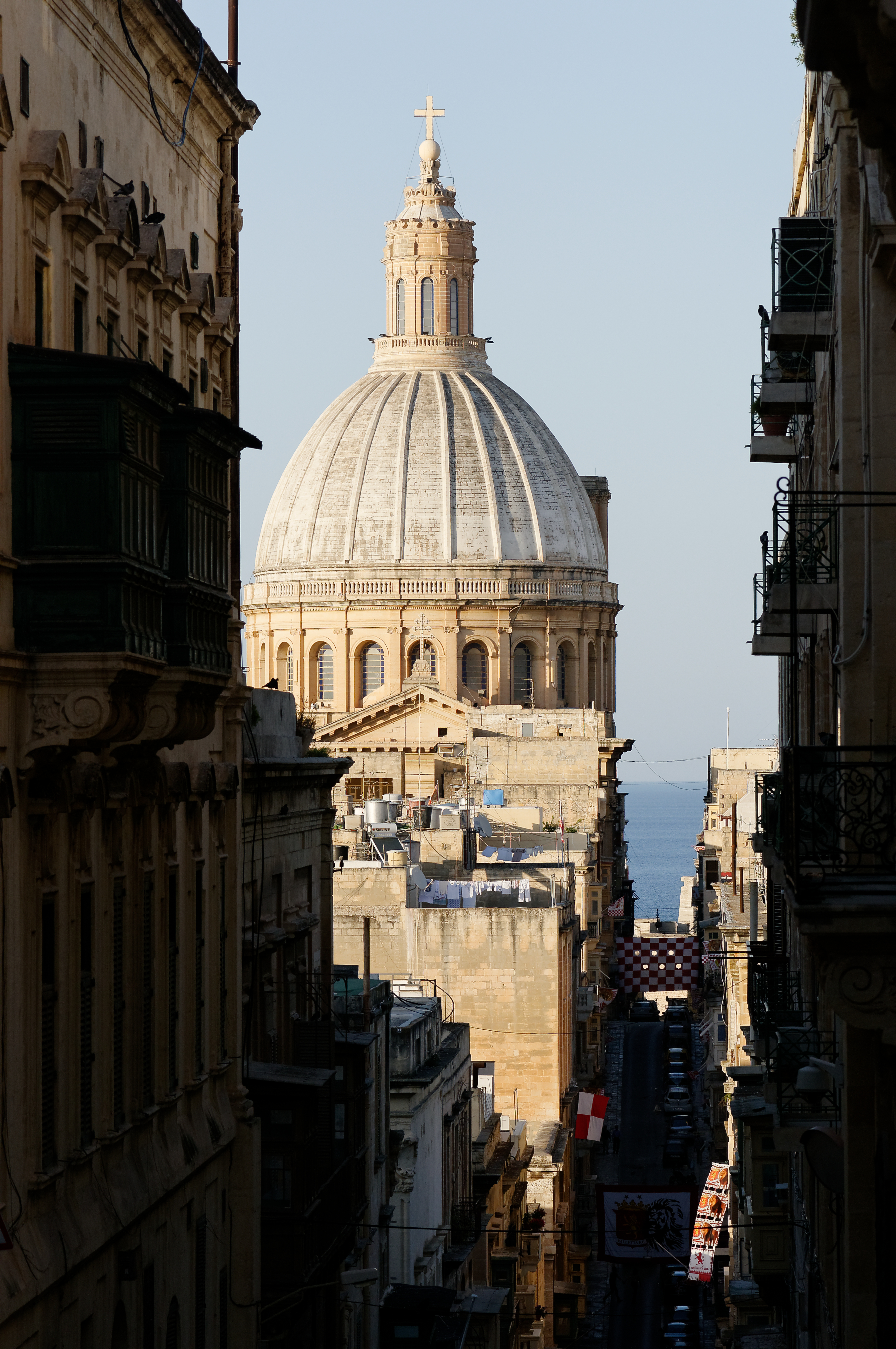
Rua do Antigo Teatro, em homenagem ao Teatro Manoel

Antes da construção do teatro, as peças teatrais e produções teatrais amadoras tinham lugar nos salões e nobiles para piano nos albergues dos cavaleiros. Estes eram palácios construídos para as línguas da Ordem dos Cavaleiros Hospitalários. A Langue da Itália costumava organizar este tipo de entretenimento, encenado pelos cavaleiros no seu albergue. Os registos da Langue afirmam que a 2 de fevereiro de 1697, vários senhores malteses apresentaram uma peça na Auberge d'Italie. As mulheres ficaram proibidas de participar nesses eventos após incidentes durante o Carnaval de 1639.

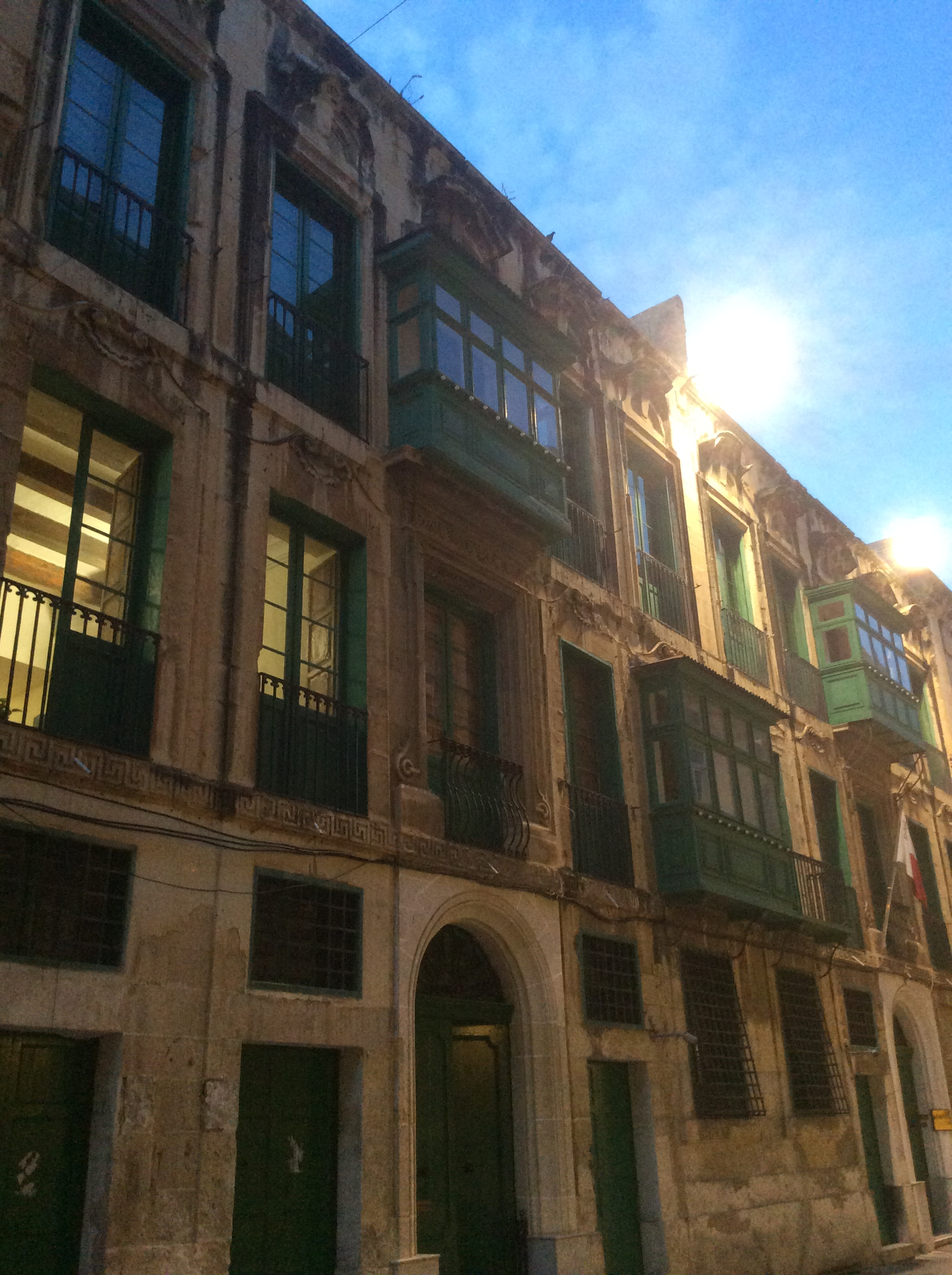
As duas casas reconstruídas para o Priorado de Navarra, agora servindo como Ministério da Administração Interna

Em 1731, António Manoel de Vilhena encomendou e financiou do seu bolso a construção do futuro teatro público para a recreação honesta do povo.  O Grão-Mestre comprou duas casas ao Priorado de Navarra, com uma frontaria na que é hoje a Old Theatre Street, pelo valor de 2.186 escudos.  Tem uma fachada simples no estilo maneirista de Valletta, e possui três andares com um mezanino acima do rés-de-chão. A fachada incorpora uma porta montada por varanda aberta em balaustrada de pedra, sustentada por três imponentes barras de rolagem. A decoração interior é no estilo rococó. Possivelmente o teatro terá sido projetado por Romano Carapecchia e construído por Francesco Zerafa e Antonio Azzopardi.

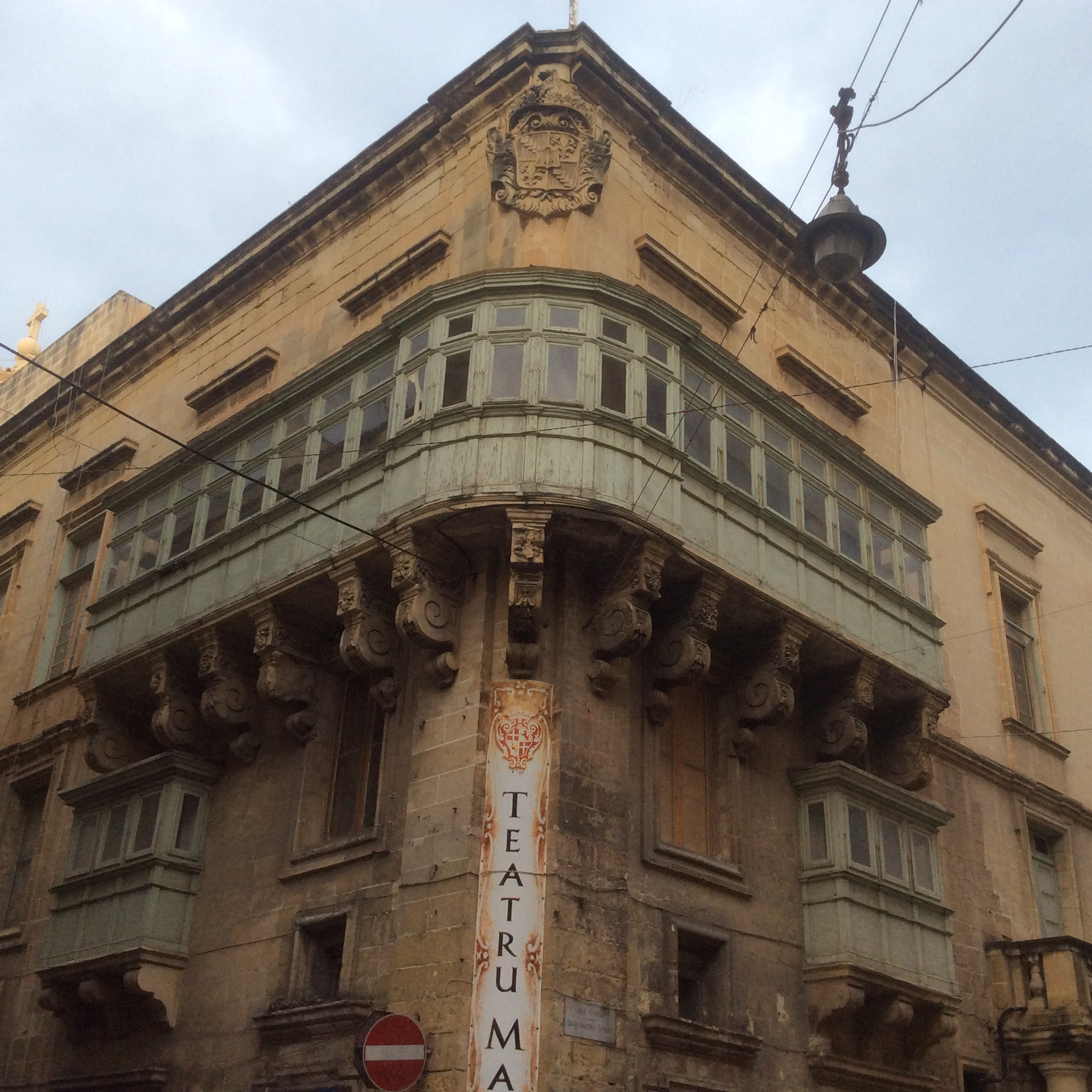
Palazzo Bonici usado pelo Teatro Manoel até 2014

A 26 de janeiro 1732, uma peça satírica e anti-clerical Il bacchettiere falso, de Girolamo Gigli, foi executada em palco. Em 18 de janeiro 1769, a peça "Il trionfo di Minerva", de Lentisco Adrasteo, foi apresentada na ocasião do aniversário do grão-mestre Manuel Pinto da Fonseca.  Uma honra semelhante também foi dada a Ferdinand von Hompesch zu Bolheim, na sua elevação a Grão-Mestre. Nessa ocasião, Hompesch apareceu na varanda agradecendo à multidão, atirando moedas de ouro às pessoas que o aplaudiram. No decorrer do meio século seguinte, foi palco dum extenso repertório de óperas líricas realizadas por profissionais visitantes ou grupos amadores de cavaleiros, e também tragédias francesas ou comédias italianas. As obras de Johann Adolf Hasse, Niccolò Piccinni e Baldassare Galuppi eram populares no teatro inicialmente.

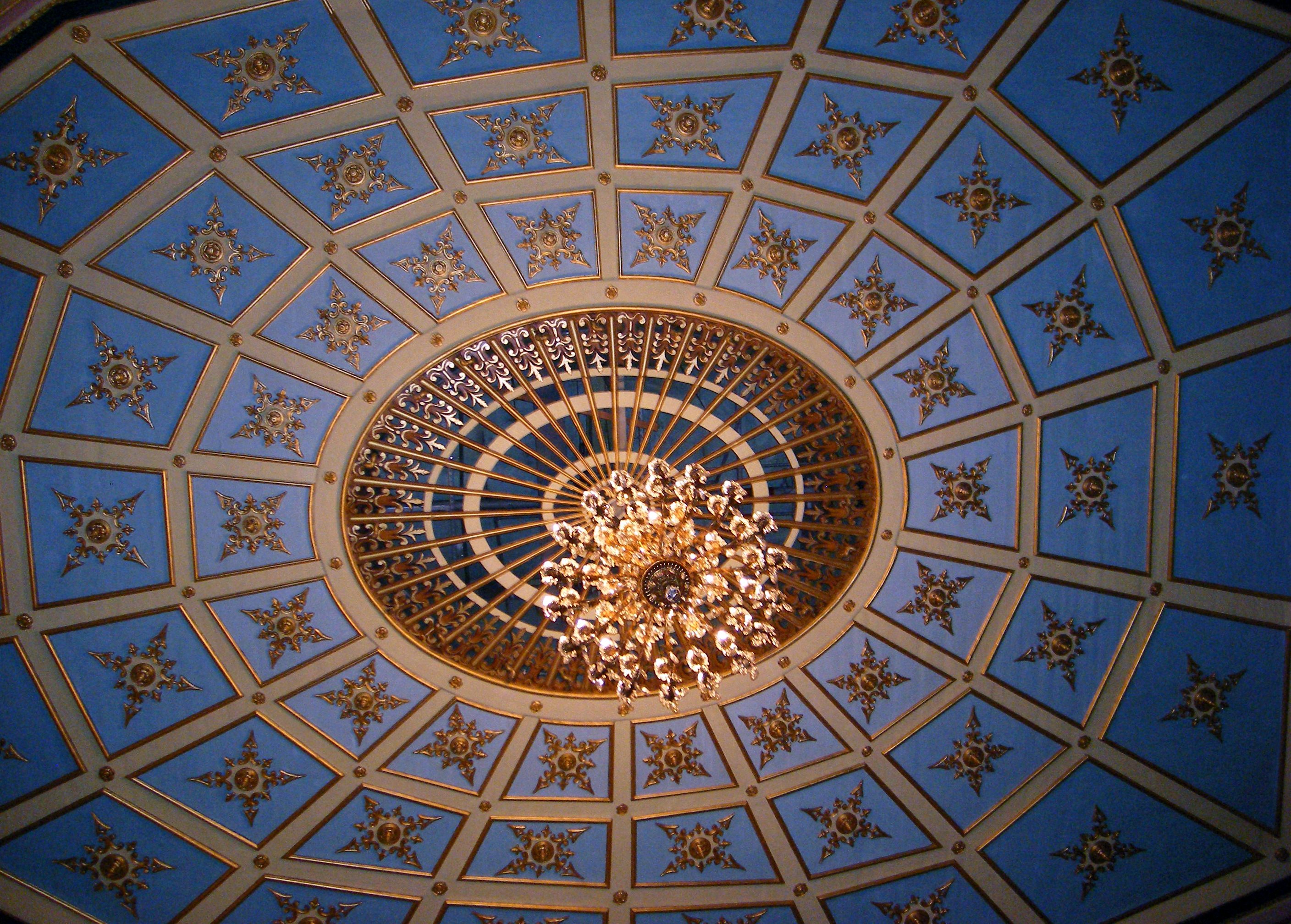
O teto azul-claro, trompe-l'oeil, que lembra uma cúpula redonda.

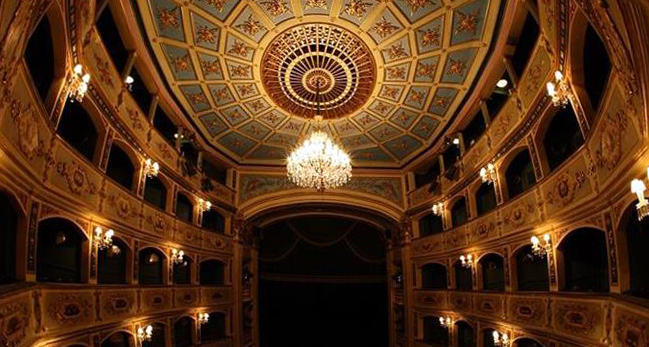
O proscénio e os camarotes do teatro Manoel

Durante o início da era britânica, o " Teatro Pubblico " foi renomeado "Teatro Reale", sendo sujeito  a uma série de ampliações e remodelações ao longo do século XIX, principalmente quando Sir George Whitmore adicionou a galeria e proscénio atual, elevou o teto um andar e adicionou mais oito camarotes, elevando o total para 67.
Whitmore transformou também o auditório na forma oval que possui hoje. Outras alterações ocorreram em 1844, quando o cenógrafo, Ercolani, repintou os painéis nos camarotes de madeira e os dourou. Outro estrato de folha de prata foi adicionado aos painéis e teto em 1906.
Durante todo esse período, o Teatro Reale foi alugado a empresários profissionais, que realizavam temporadas de ópera de nove meses. Foi visitado por muitos dignitários estrangeiros, incluindo Sir Walter Scott e HM Queen Adelaide, a viúva rainha, viúva de Guilherme IV da Inglaterra, que assistiram a apresentações de Elisir d'Amore e Gemma di Vergy no teatro, durante a convalescença em Malta. Lucia di Lammermoor foi uma noite de gala em homenagem à rainha viúva, com a soprano Camilla Darbois.
Ópera e opereta inglesa e italiana foram as produções mais populares no Teatro Reale ao longo do século XIX. No entanto, o público maltês preferia as óperas de Rossini, Bellini, Donizetti e Verdi .